# Francisco Xavier Correa
Francisco Xavier Correa Peñaherrera (Quito, Pichincha, Ecuador, 29 de octubre de 1974) es un exfutbolista y entrenador ecuatoriano.

## Trayectoria

### Como futbolista
Se inició como futbolista en Deportivo Quito con tan solo 18 años. Su debut con fue en 1994 en un encuentro ante Delfín, al que también le anotó su primer gol como futbolista profesional. De allí tuvo pasos por la Universidad Católica donde no tuvo buen desempeño, e incluso jugó en la Segunda Categoría.
A finales de 1998 llegó a Sociedad Deportiva Aucas donde estuvo su mejor desempeño al marcar 16 goles y estar cerca de clasificar a la Copa Libertadores. Al año siguiente formó parte de la preselección de futbolistas llamados a la Selección de Ecuador. Posteriormente pasó por El Nacional, aunque regresó al Aucas donde se retiró con apenas 27 años.  Tras el abandono de su carrera, vuelve a jugar, específicamente al Cuniburo FC, en el cual le puso fin a su carrera de manera definitiva.

### Como entrenador
En el año 2016, asumió el cargo de director técnico en el equipo América de Quito, con la meta de lograr su regreso a la Serie A de Ecuador. En ese momento, el equipo estaba compitiendo en la Segunda Categoría y, en el mismo año, se proclamaron campeones de la Segunda Categoría 2016. Este logro permitió que el América ascendiera a la Serie B después de una ausencia de 34 años.
En 2018 disputó la Serie B, donde salió subcampeón, hecho que le permitió a los cebollitas regresar a la Serie A para la temporada 2019, en la cual no tuvo buen desempeño, lo que llevó al entrenador a renunciar a mitad de año.

## Clubes

### Como futbolista
| Club                 | País    | Año         |
| -------------------- | ------- | ----------- |
| Deportivo Quito      | Ecuador | 1994 - 1997 |
| Universidad Católica | Ecuador | 1997 - 1998 |
| Aucas                | Ecuador | 1998 - 2000 |
| El Nacional          | Ecuador | 2000        |
| Aucas                | Ecuador | 2000 - 2010 |
| Cuniburo F. C.       | Ecuador | 2010 - 2012 |

### Como entrenador
| Club             | País    | Año         |
| ---------------- | ------- | ----------- |
| América de Quito | Ecuador | 2016 - 2019 |

## Palmarés

### Como entrenador

#### Campeonatos nacionales
| Título                       | Club             | País    | Año  |
| ---------------------------- | ---------------- | ------- | ---- |
| Segunda Categoría de Ecuador | América de Quito | Ecuador | 2016 |

#### Otros logros
| Título                              | Club             | País    | Año  |
| ----------------------------------- | ---------------- | ------- | ---- |
| Subcampeón de la Serie B de Ecuador | América de Quito | Ecuador | 2018 |

## Vida personal
Cuando era futbolista se vio obligado a dejar el fútbol temporalmente, para terminar sus estudios de Administración de Empresas en la Universidad San Francisco de Quito. Después de graduarse trabajó como administrador de una empresa familiar que fundaron sus padres, la cual se dedicaba a la exportación de flores y vegetales.